# Jean-Marcel Ferret
Pour les articles homonymes, voir Ferret.
Jean-Marcel Ferret, né à Lyon le 16 décembre 1947, est un médecin du sport français connu pour avoir suivi médicalement des équipes sportives dont notamment l'équipe de France de football entre 1993 et 2004.  

## Médecine du sport
Le Docteur Ferret a notamment suivi les équipes suivantes et obtenu indirectement le palmarès associé à celles-ci.
- Olympique lyonnais (1977  – 2008)
  - Coupe de la Ligue 2001
  - Coupe de France 2008
  - Championnat de France de football 2002, 2003, 2004, 2005, 2006, 2007, 2008

- Équipe de France de football (1993 - 2004)
  - Coupe du monde 1998
  - Championnat d'Europe 2000
  - Coupe des confédérations 2001
  - Coupe des confédérations 2003

En juillet 2004, il est licencié de son poste de médecin de l'équipe de France ; il attaque alors la fédération française de football devant le conseil de prud'hommes.

## Positions sur le dopage
En 2002, il reconnait devant la justice italienne l'utilisation de créatine, interdite en France, par des footballeurs français.
En 2010, mis en cause par son confrère Jean-Pierre Paclet qui lui reproche d'avoir cédé à la « raison d'État » face aux anomalies biologiques suspectes des champions du monde de 1998, Jean-Marcel Ferret se défend d'avoir fermé les yeux sur d'éventuels dopages à l'EPO,.
En juin 2013, il est interrogé par la commission parlementaire d'enquête sur la lutte contre le dopage. À cette occasion, il évoque les pratiques de dopage des joueurs français évoluant en Italie à la fin du XXe siècle,.

## Ouvrages
Jean-Marcel Ferret a écrit, en collaboration avec les laboratoires Boiron, quelques ouvrages traitant de l'usage de l'homéopathie en médecine du sport :
- Jean-Marcel Ferret et Henri Koleckar : Médecine du sport, prévention, traitements, homéopathie et nutrition, Èditions Boiron, 2000,  (ISBN 9782857421771).
- Jean-Marcel Ferret et Daniel Berthier : Homéopathie en médecine du sport, Éditions Boiron.

## Distinctions
Il est chevalier de l'Ordre national du Mérite,.